# Hypothyris hygiana
Hypothyris hygiana är en fjärilsart som beskrevs av Frederick DuCane Godman 1899. Hypothyris hygiana ingår i släktet Hypothyris och familjen praktfjärilar. Inga underarter finns listade i Catalogue of Life.